# Orkaanseizoen van de Grote Oceaan 2011
Het orkaanseizoen van de Grote Oceaan 2011 begon op 15 mei 2011 en eindigde op 30 november 2011. Dit orkaanseizoen betreft twee verschillende gebieden en daarmee eigenlijk twee verschillende seizoenen. Oostelijk van de 140e graad westerlengte begint het seizoen op 15 mei, in het gebied westelijk ervan tot aan de datumgrens begint het seizoen op 1 juni. Voor beide gebieden eindigt het seizoen op 30 november. Tropische depressies, die zich ten oosten van de 140e graad westerlengte vormen, krijgen het achtervoegsel "-E" (East) achter hun nummer. Tropische depressies, die zich tussen de 140e graad westerlengte en de datumgrens vormen, krijgen het achtervoegsel "-C" (Central). Als een tropische storm een naam krijgt uit het centrale gebied, staat achter de naam in het kopje '(C)' vermeld.

## Voorspelling
Op 19 mei 2011 bracht het NOAA, het nationaal bureau voor oceanografie en meteorologie (National Oceanic and Atmospheric Administration) zijn voorspelling uit voor het komende seizoen en verwachtte een kans van 70 % op een beneden normaal seizoen, een kans van 25% op een normaal seizoen en een kans van 5% op een bovennormaal seizoen. De klimatologen verwachtten 9 tot 15 stormen met een naam, waarvan 5 tot 8 een orkaan worden en 1 tot 3 uitgroeiende tot een majeure orkaan.

## Cyclonen
Zie ook Kroniek van het orkaanseizoen van de Grote Oceaan 2011 voor een chronologische opsomming van de gebeurtenissen en de tijdbalk van het seizoen.

### Orkaan Adrian
Adrian was een orkaan die parallel aan de zuidwestkust van Mexico langstrok en snel aanzwol tot een categorie 4 orkaan voordat hij in westwaartse richting draaide en afzwakte over kouder water.

### Orkaan Eugene
Eugene was een krachtige categorie 4 orkaan die voor de kust van zuidwest Mexico langstrok.

### Tropische depressie Eight-E
Op 31 augustus ging een lagedrukgebied over in tropische depressie Eight-E dicht bij Mexico. Eight-E ging spoedig aan land en loste enkele uren later op.

### Orkaan Hilary
Op 18 september begon een groot lagedrukgebied met geringe regen- en onweeractiviteit een paar honderd mijl ten zuidzuidoosten van de Golf van Tehuantepec tekenen van organisatie te vertonen. Zich westwaarts en later westnoordwestwaarts bewegend, kreeg de storing voldoende organisatie, waardoor vroeg op 21 september de storing de classificatie tropische depressie kreeg, de negende van het seizoen. Enkele uren later zwol de depressie aan tot een tropische storm. Op 21 september verklaarde het "National Hurricane Center" dat de storm "Hilary" was aangezwollen tot een categorie 1 orkaan. Later diezelfde dag naam "Hillary" snel in kracht toe en zwol aan tot een kleine categorie 4 orkaan met een goed gedefinieerd oog en zeer diepe convectie. Hillary zwol daarna op 22 september snel aan tot een categorie 4 orkaan. Boven kouder water begon de orkaan op 25 september af te zwakken, maar sterkte de dag erna opnieuw kort aan tot categorie 4. Op 26 september begon het systeem af te zwakken en werd een lagedrukgebied op 30 september.

### Orkaan Jova
Op de eerste dag van oktober, een gebied van lage druk in verband met verspreide buien en onweer ontwikkelde een paar honderd mijl ten zuiden van Mexico. Het National Hurricane Center kwam op 6 oktober naar buiten dat tropische depressie Ten-E tijdens de vroege ochtenduren van 6 oktober was gevormd. Nog diezelfde dag sterkte Ten-E aan tot tropische storm Jova. Jova werd een orkaan op 8 oktober en sterkte aan tot een Categorie 3 orkaan op 10 oktober.

## Namen

### Namenlijst oostelijk deel van de Grote Oceaan
De lijst met namen voor het seizoen 2011 is dezelfde als voor het orkaanseizoen van de Grote Oceaan 2005. Eventuele namen, die geschrapt zullen worden, worden in de loop van het voorjaar van 2012 bekend (maart/april). De overblijven namen worden in 2017 opnieuw gebruikt.
| - Adrian - Beatriz - Calvin - Dora - Eugene - Fernanda - Greg - Hilary | - Irwin - Jova - Kenneth - Lidia (niet gebruikt) - Max (niet gebruikt) - Norma (niet gebruikt) - Otis (niet gebruikt) - Pilar (niet gebruikt) | - Ramon (niet gebruikt) - Selma (niet gebruikt) - Todd (niet gebruikt) - Veronica (niet gebruikt) - Wiley (niet gebruikt) - Xina (niet gebruikt) - York (niet gebruikt) - Zelda (niet gebruikt) |

### Namenlijst centraal deel van de Grote Oceaan
Er zijn vier lijsten met ieder twaalf namen. Men neemt altijd de volgende naam op de lijst en een nieuwe lijst wordt pas aangesproken als de vorige helemaal is gebruikt, dit in tegenstelling tot de lijsten van het oostelijk deel of van de Atlantische orkaanseizoenen, waar de kalender bepaalt of een nieuwe lijst wordt aangesproken. Na de laatste naam op de vierde lijst, gaat men terug naar de eerste naam op de eerste lijst. De reden hiervoor is het lage aantal stormen in dit gebied. De eerstvolgende vier namen zijn:
| - Pewa (nog niet gebruikt) - Unala (nog niet gebruikt) | - Wali (nog niet gebruikt) - Ana (nog niet gebruikt) |

1990 · 1991 · 1992 · 1993 · 1994 · 1995 · 1996 · 1997 · 1998 · 1999 · 2000 · 2001 · 2002 · 2003 · 2004 · 2005 · 2006 · 2007 · 2008 · 2009 · 2010 · 2011 · 2012 · 2013 · 2014 · 2015 · 
2016 · 2017 · 2018